# Uromyces siphocampyli-gigantei
Uromyces siphocampyli-gigantei är en svampart som beskrevs av Berndt 1999. Uromyces siphocampyli-gigantei ingår i släktet Uromyces och familjen Pucciniaceae.   Inga underarter finns listade i Catalogue of Life.